# Carsten Winter
Carsten Winter (* 1966 in Berlin) ist ein deutscher Medienwissenschaftler. Er ist seit September 2007 Professor für Medien- und Musikmanagement am Institut für Journalistik und Kommunikationsforschung der Hochschule für Musik und Theater Hannover.
Von 1998 bis 2000 arbeitete er als wissenschaftlicher Mitarbeiter an der TU Ilmenau und war von 2000 bis 2007 Universitätsassistent am Institut für Medien- und Kommunikationswissenschaft der Alpen-Adria-Universität Klagenfurt mit den Schwerpunkten Konvergenzmanagement und Medienentwicklung. Zudem war er von 2000 bis 2005 Sprecher der Fachgruppe "Soziologie der Medienkommunikation" der Deutschen Gesellschaft für Publizistik und Kommunikationswissenschaft (DGPuK).
2007 erfolgte die Erteilung der Venia docendi für das Fach Medien- und Kommunikationswissenschaft mit der kumulativen Habilitationsschrift Medienentwicklung und der Wandel von öffentlicher Kommunikation und Gesellschaft an der Universität Klagenfurt.
Seine Forschungsschwerpunkte sind der Wandel von Gesellschaft, Lebensweisen und medialen Geschäftsmodellen in komplexen und oft widersprüchlichen Kommunikationsprozesszusammenhängen sowie Medien- und Musikmanagement.